# Christian Ehrenfried Charisius von Olthoff
Christian Ehrenfried Charisius von Olthoff, före adlandet 1707 Charisius, född 17 mars 1691 i Stralsund i Pommern, död där 2 januari 1759,  var en svensk ämbetsman, kammarherre och teaterman.

## Biografi
Christian von Olthoffs far, borgmästaren Christian Ehrenfried Charisius, dog då Christian var fyra månader gammal. Hans mor Juliana Cock gifte därefter om sig med regeringsrådet Justus von Olthoff, som blev förmyndare för Christian och hans syster Charlotta. Justus von Olthoff adlades 4 maj 1707 jämte Christian och Charlotta.
Som ung valde Christian von Olthoff en militär karriär och gick 1718 i svensk militärtjänst under befäl av generallöjtnanten, friherre Johan Reinhold Trautwetter och deltog samma år i Karl XII:s fälttåg till Norge. Efter konungens död fick von Olthoff 8 juli 1719 anställning vid Utrikesexpeditionen som kopist och blev därefter befordrad 8 december 1725 till kanslist. En spännande period under von Olthoffs tid vid kansliet uppkom oktober 1727 då han utsågs till sekreterare åt schoutbynachten Jean von Utfall som ledde en beskickning till Algeriet, som kom att slutföra det första handelstraktatet mellan Sverige och Algeriet. Efter sin hemkomst från Algeriet fortsatte von Olthoff sin karriär vid Utrikesexpeditionen där han 2 maj 1740 blev registrator och slutligen 30 december 1741 presidentsekreterare i kansliet. Efter en två decennier lång karriär i Stockholm flyttade von Olthoff tillbaka till Pommern där han 10 september 1743 utnämndes till regeringsråd. Han avslutade därefter sin ämbetsmannabana som överpostdirektör i Pommern 21 februari 1745 – 31 juli 1758. 
Utanför sitt ämbete var von Olthoff mycket aktiv, bland annat som kammarherre vid Fredrik I:s hov 1733, men framförallt inom Stockholms teaterliv. Han var direktör för teatern Svenska komedien i Stockholm 1739–1740.

## Teater
Christian von Olthoff är mest känd för sitt engagemang inom bildandet av de första professionella teatergrupperna i Sverige. Under 1730-talet bildade han tillsammans med greve Anders Johan von Höpken amatörteatersällskapet Greve De la Gardies komedianter, som under hans ledning uppträdde de både på franska och svenska, i Lefebureska huset på Stora Nygatan i Stockholm. Sällskapet skall även ha uppträtt offentligt, och dess verksamhet inspirerade upprättandet av Svenska skådeplatsen, 1737, där von Olthoff till en början också var verksam. Svenska skådeplatsen blev Sveriges första stående teater och öppnade 3 oktober 1737 i Bollhuset under ledning av den franska skådespelaren Charles Langlois. von Olthoff och von Höpken var de viktigaste finansiärerna till det nybildade teaterföretaget.
Under premiärföreställningen 4 oktober 1737 framfördes Plutus och Maramon av A M Legrand som von Olhoff själv hade översatt till svenska. von Oltoff bidrog även med en prolog till Hercules, en operett av Peter Bliberg, som spelades på Fredrik I:s födelsedag 1738, samt en tolkning av Den unga gubben av Alain-René Lesage och Jacques-Philippe d'Orneval som sattes upp 1740. von Olthoff var direktör för teaterverksamheten 1739–1740, dock avvecklade både von Olthoff och von Höpken under våren 1740 sina ekonomiska intressen i teaterföretaget.

## Familj
Christian von Olthoff var son till Christian Ehrenfried Charisius (1647–1697) rådsherre i Stralsund 1681, samt lantråd i Pommern 1686, och hans tredje fru Juliana Catharina Cock, dotter till hovrättsrådet Christian Cock och hans andra fru Anna Elisabeth Carsten. Juliana Catharina Cock var halvsyster till Alexander och Joachim Cock, adlade Cock nr 903, samt kusin till Bernhard Mikael och Gottfrid Coch, adlade von Cochenhausen.
Efter Christian Ehrenfried Charisius död gifte Juliana Catharina Cock om sig år 1700 med regeringsrådet Justus Ludvig von Olthoff, som blev adlad jämte sina styvbar 4 maj 1707, von Olthoff nr 1752. Även familjen Charisius blev upphöjda genom Christian von Olthoffs brorson, Christian Ehrenfried von Carisien (d.ä.), som von Carisien nr 2137, vars son var den kände diplomaten Christian von Carisien.
Christian von Olthoff gifte sig första gången 31 maj 1730 på Hestra i Torpa socken, Älvsborgs län, med friherrinnan Engel Charlotta Lindhielm (1715–1751), dotter till friherre Axel Lindhielm, överkammarherre, och hans andra fru Debora Grönhagen. Engel var därmed kusin med Arvid Niclas von Höpken, Anders Johan von Höpken, och Carl Fredrik von Höpken, samt barnbarn till Anders Lindhielm samt Claes Henrik Grönhagen.
Med Engel Charlotta fick Christian von Olthoff tio barn, varav fyra dog som spädbarn. Av de som nådde vuxen ålder fanns:
- Eleonora Juliana, döpt 2 juli 1732 i Hovförsamlingen, död 1753 i barnsäng. Gift 1750 med översten Fredrik Magnus von Numers;
- Fredrik, döpt 28 november 1734 i Hovförsamlingen, fänrik vid drottningens livregemente, som emigrerade till Liverpool där han gifte sig med en engelska och levde som handelsman;
- Ulrika Charlotta, 8 september 1736–5 maj 1774 Brandsnäs. Gift 21 oktober 1753 i Hestra med majoren Adam Fredrik Grönhagen;
- Carl Christian Ehrenfried Charisius, 1739–1819, överste, page hos Prinsessan Sofia Charlotta af Mecklenburg-Strelitz (senare drottning av Storbritannien genom äktenskap till George III), gift med Lovisa Charlotta Wulff;
- Gustaf Vilhelm, 28 maj 1742–3 april 1759, född på Ängsholm i Ytterjärna socken, Stockholms län, förare vid Posses regemente i Stralsund 1757-12-07, Fänrik 1758-05-10;
- Johan Ehrenfried Charisius, 1743–1830, kapten, överjägmästare i Östergötland, deltog 1758 i kriget i Pommern där han tillfångatogs 19 januari 1759 vid Demmins övergång och utväxlades 10 maj 1762, deltog som frivillig i kriget i Finland 1789–90 samt som officer i Norge och Finland 1808–09, gift i första äktenskapet på Beheda prästgård i Småland med Maria Christina Trolle, samt i andra äktenskapet på Holma med Anna Charlotta Dandenell.[6]